# 카리브 해류

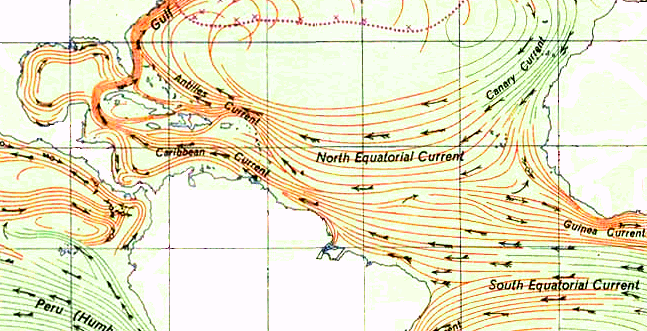

카리브 해류(Caribbean Current)는 상당한 양의 물을 운반하고 남아메리카 해안을 따라 동쪽에서 카리브해를 거쳐 멕시코만으로 북서쪽으로 흐르는 따뜻한 해류이다. 현재는 브라질 해안을 따라 북쪽으로 흐르는 대서양 남적도 해류의 흐름으로 인해 발생한다. 해류가 유카탄 해협을 통해 북쪽으로 방향을 바꾸면서 유카탄 해류로 이름이 바뀌었다. 카리브해 해류는 북적도 해류, 북브라질 해류, 기아나 해류를 거쳐 대서양에서 유입된다. 컬럼비아-파나마 환류의 순환은 카리브 해류로 시계 반대 방향으로 흐른다.

## 같이 보기
- 해류
- 환류 (해양학)